# Эйзин, Педер
Педер Эйзин (чув. Петӗр Эйзин; по паспорту Димитриев Пётр Егорович, род. 1 сентября 1943 г., в дер. Энехметь, Аликовский район, Чувашская АССР) — чувашский поэт и переводчик.
В СП СССР с 1980 года. Заслуженный деятель искусств Чувашской АССР (1994), лауреат премии Митта Васли (1997).

## Биография
Родился в д. Энехметь (Энехмет) Аликовского района Чувашской Республики.
П. Эйзин – выпускник Чувашского государственного педагогического института (ныне университет) им. И.Я. Яковлева. В 1967-1968 гг. работал литературным сотрудником, ответственным секретарем в редакции Красноармейской районной газеты. В 1968-2005 гг. – в Чувашском книжном издательстве: корректор, редактор, заведующий редакциями, главный редактор. В 2005-2008 гг. заведовал отделом поэзии журнала «Тӑван Атӑл» (Родная Волга).
Первые публикации появились в 1960-х гг. Опубликовал несколько сборников стихов. Детям посвятил книги стихов «Сар хĕвел» (Доброе солнышко), сказки в стихах «Тилĕ тус» (Лисичка-сестричка), стихи и сказки «Упа керменĕ» (Дворец медведя) и др. Перевел сборник «Венгерские сказки».
Основные книги: «Кăвайт» (Костер), «Весенняя капля», «Юлашки çил-тăман» (Последняя метель), «Анне пехилĕ» (Благословение матери), «Савни юррисем» (Песни любимой), «Костер сквозь снег», «Ҫӗмӗрт ҫути» (Свет черемухи) и др.

## Напечатанные книги
Свои произведения начал печатать с 1962 года. Всего выпустил 10 книг:
- «Кавайт» (Костёр, 1976);
- «Сар хӗвел» (Красно солнышко, 1979);
- Ҫӗмӗрт ҫути (Цвет черёмухи, 1980);
- «Юлашки тумлак» (Последняя капля, 1982);
- «Весенняя капля» (1982);
- «Анне пехилӗ» (Материнский завет, 1986);
- «Юлашки ҫил-тӑман» (Последняя вьюга, 1991);
- Савни юррисем (Песни любимой, 2003).

На чувашский язык перевёл сборник «Венгерских сказок».